# Paranaitis katoi
Paranaitis katoi is een borstelworm uit de familie Phyllodocidae. De wetenschappelijke naam van de soort werd voor het eerst geldig gepubliceerd door Nygren, Eklöf & Pleijel in 2009.